# Duguetia
Duguetia là chi thực vật có hoa trong họ Annonaceae.

## Phân bố
Các loài trong chi này phân bố tại Tây và tây trung nhiệt đới châu Phi và nhiệt đới châu Mỹ.

## Các loài
Danh sách loài được công nhận lấy theo Plants of the World Online:
- Duguetia aberrans Maas, 1996
- Duguetia amplexifolia R.E.Fr., 1907
- Duguetia antioquensis H.León & Maas, 1988
- Duguetia arenicola Maas, 1999
- Duguetia argentea (R.E.Fr.) R.E.Fr., 1919
- Duguetia aripuanae Maas, 1999
- Duguetia asterotricha (Diels) R.E.Fr., 1934
- Duguetia bahiensis Maas, 1993
- Duguetia barteri (Benth.) Chatrou, 1998
- Duguetia cadaverica Huber, 1909
- Duguetia calycina Benoist, 1923
- Duguetia caniflora H.León & Maas, 1988
- Duguetia cauliflora R.E.Fr., 1934
- Duguetia chrysea Maas, 1996
- Duguetia chrysocarpa Maas, 1999
- Duguetia colombiana Maas, 1996
- Duguetia confinis (Engl. & Diels) Chatrou, 1998
- Duguetia confusa Maas, 1996
- Duguetia decurrens R.E.Fr., 1952
- Duguetia dicholepidota Mart., 1841
- Duguetia dilabens Chatrou & Repetur, 1998
- Duguetia dimorphopetala R.E.Fr., 1957
- Duguetia duckei R.E.Fr., 1934
- Duguetia echinophora R.E.Fr., 1934
- Duguetia elliptica R.E.Fr., 1934
- Duguetia eximia Diels, 1931
- Duguetia flagellaris Huber, 1909
- Duguetia furfuracea (A.St.-Hil.) Saff., 1914
- Duguetia gardneriana Mart., 1841
- Duguetia gentryi Maas, 1999
- Duguetia glabriuscula (R.E.Fr.) R.E.Fr., 1934
- Duguetia granvilleana Maas, 1999
- Duguetia guianensis R.E.Fr., 1948
- Duguetia hadrantha (Diels) R.E.Fr., 1934
- Duguetia inconspicua Sagot, 1881
- Duguetia lanceolata A.St.-Hil., 1824
- Duguetia latifolia R.E.Fr., 1934
- Duguetia lepidota (Miq.) Pulle, 1906
- Duguetia longicuspis Benth., 1853
- Duguetia lucida Urb., 1899
- Duguetia macrocalyx R.E.Fr., 1934
- Duguetia macrophylla R.E.Fr., 1934
- Duguetia magnolioidea Maas, 1996
- Duguetia manausensis Maas & Boon, 1996
- Duguetia marcgraviana Mart., 1841
- Duguetia megalocarpa Maas, 1996
- Duguetia megalophylla R.E.Fr., 1948
- Duguetia microphylla (R.E.Fr.) R.E.Fr., 1919
- Duguetia moricandiana Mart., 1841
- Duguetia neglecta Sandwith, 1930
- Duguetia nitida Maas, 1999
- Duguetia oblanceolata R.E.Fr., 1956
- Duguetia oblongifolia R.E.Fr., 1934
- Duguetia odorata (Diels) Macbride & R.E.Fr., 1948
- Duguetia oligocarpa Maas & J.A.C.Dam, 1996
- Duguetia panamensis Standl., 1928
- Duguetia paraensis R.E.Fr., 1945
- Duguetia pauciflora Rusby, 1920
- Duguetia peruviana (R.E.Fr.) J.F.Macbr., 1929
- Duguetia phaeoclados (Mart.) Maas & Rainer, 1999
- Duguetia pohliana Mart., 1841
- Duguetia pycnastera Sandwith, 1930
- Duguetia quitarensis Benth., 1843
- Duguetia restingae Maas, 1996
- Duguetia reticulata Maas, 1996
- Duguetia riberensis Aristeg. ex Maas & Boon, 1996
- Duguetia riedeliana R.E.Fr., 1907
- Duguetia rigida R.E.Fr., 1934
- Duguetia rionegrensis Zuilen & Maas, 1994
- Duguetia riparia Huber, 1902
- Duguetia rotundifolia R.E.Fr., 1907
- Duguetia ruboides Maas & P.He, 1999
- Duguetia salicifolia R.E.Fr., 1934
- Duguetia sancticaroli Maas, 1996
- Duguetia schulzii Jans.-Jac., 1970
- Duguetia scottmorii Maas, 1996
- Duguetia sessilis (Vell.) Maas, 1994
- Duguetia sooretamae Maas, 1999
- Duguetia spixiana Mart., 1841
- Duguetia staudtii (Engl. & Diels) Chatrou, 1998
- Duguetia stelechantha (Diels) R.E.Fr., 1919
- Duguetia stenantha R.E.Fr., 1948
- Duguetia subcordata Maas & J.A.C.Dam, 1996
- Duguetia sulcosa M.L.Bazante & M.Alves, 2017
- Duguetia surinamensis R.E.Fr., 1934
- Duguetia tenuis R.E.Fr., 1957
- Duguetia tobagensis (Urb.) R.E.Fr., 1934
- Duguetia trunciflora Maas & A.H.Gentry, 1996
- Duguetia tuberculata Maas, 1996
- Duguetia ulei (Diels) R.E.Fr., 1934
- Duguetia uniflora (DC.) Mart., 1841
- Duguetia vallicola J.F.Macbr., 1918
- Duguetia vaupesana Westra & Maas, 2010
- Duguetia venezuelana R.E.Fr., 1957
- Duguetia yeshidan Sandwith, 1930

## Hình ảnh

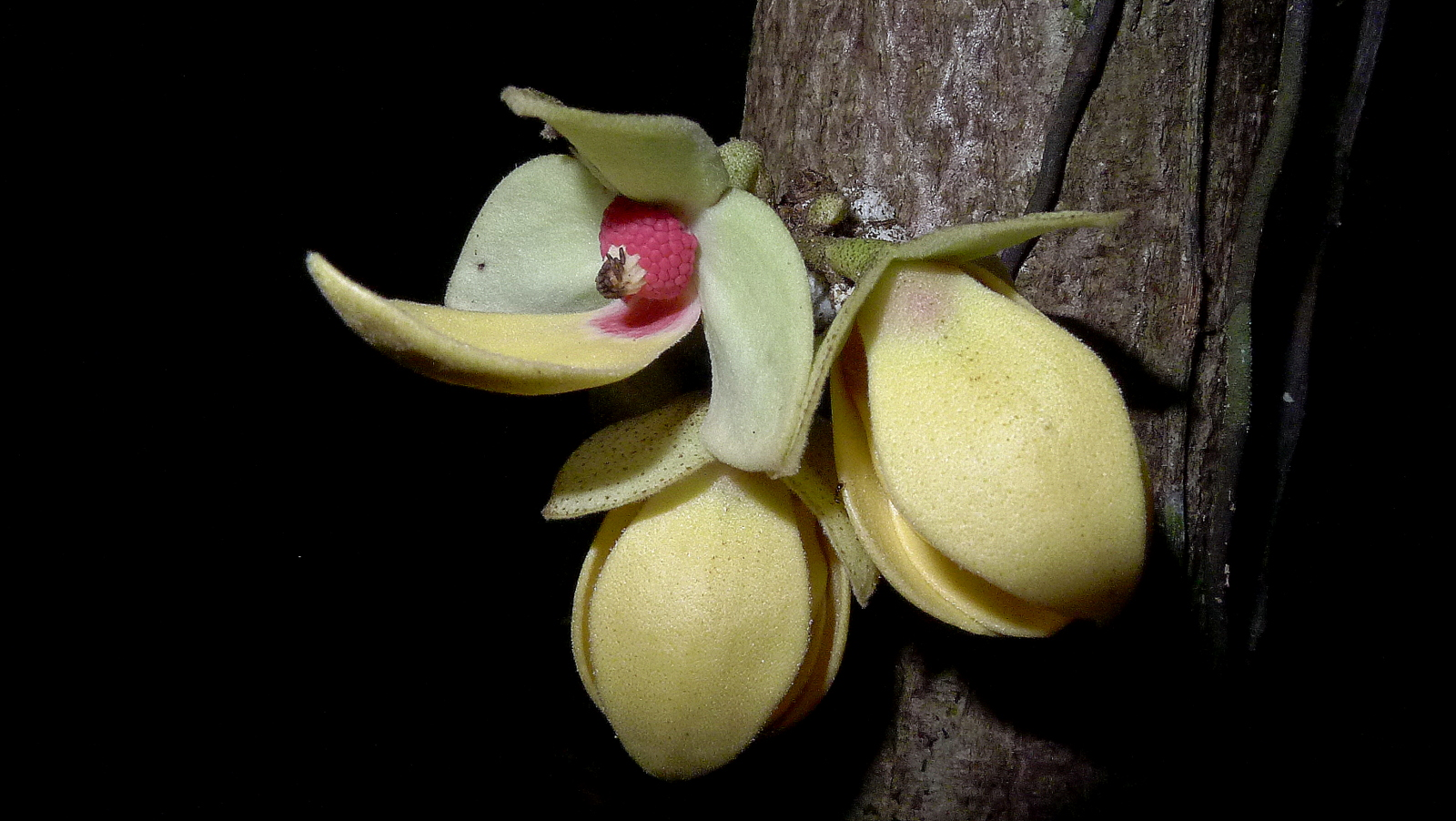
Duguetia bahiensis
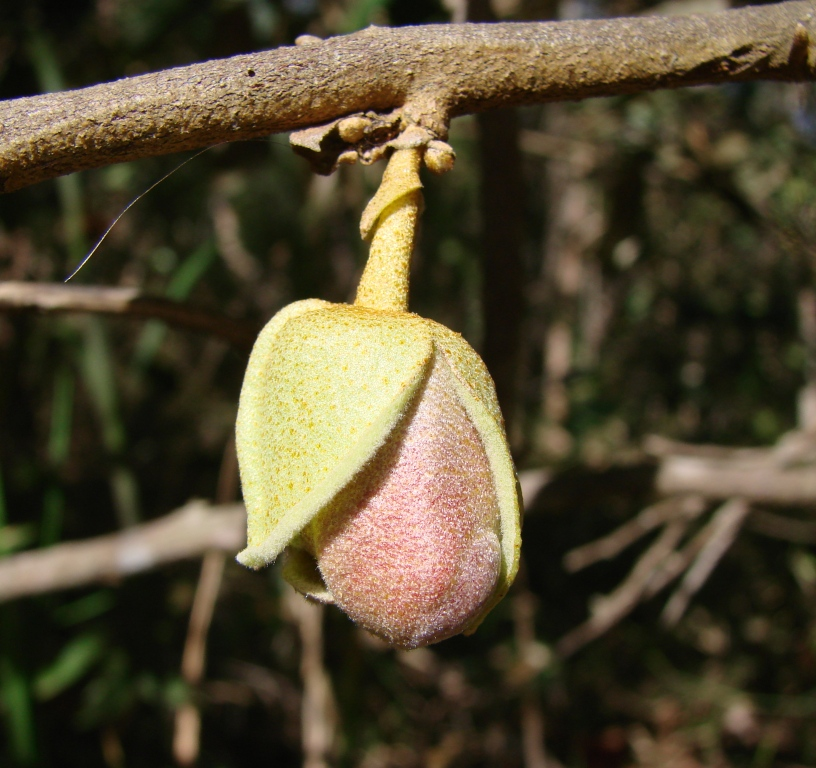
Duguetia furfuracea
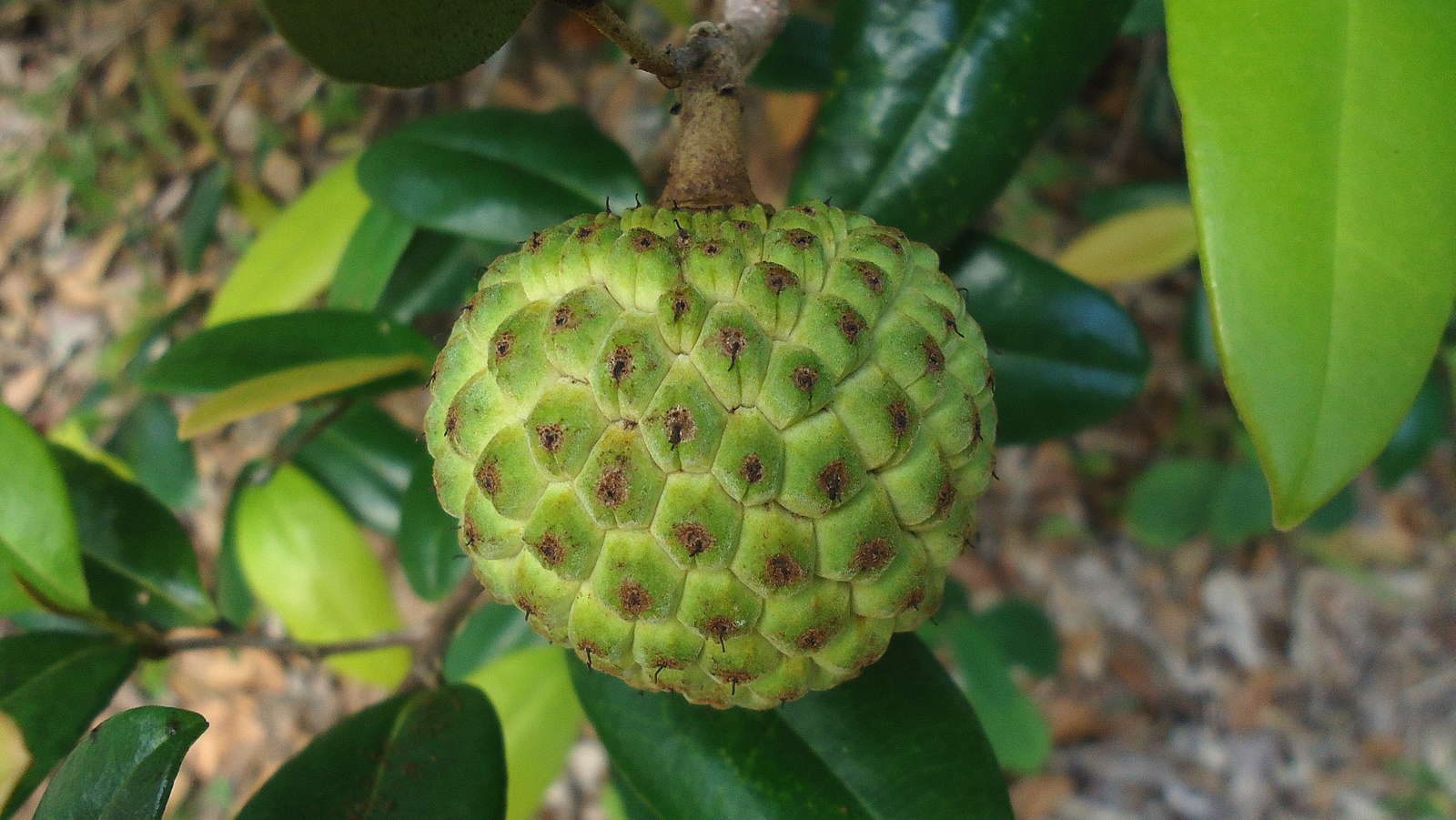
Duguetia gardneriana
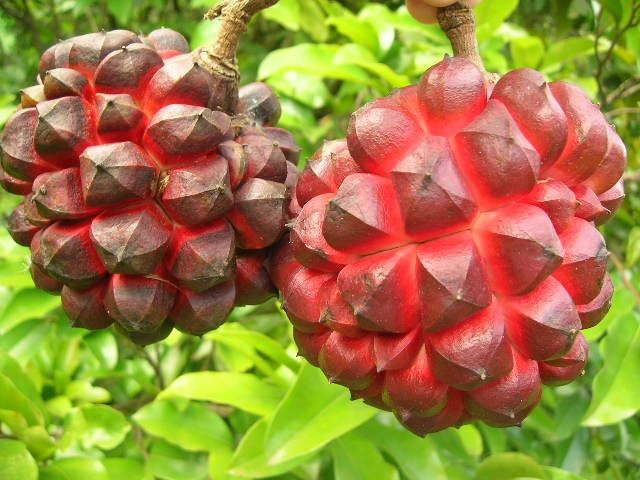
Duguetia lanceolata
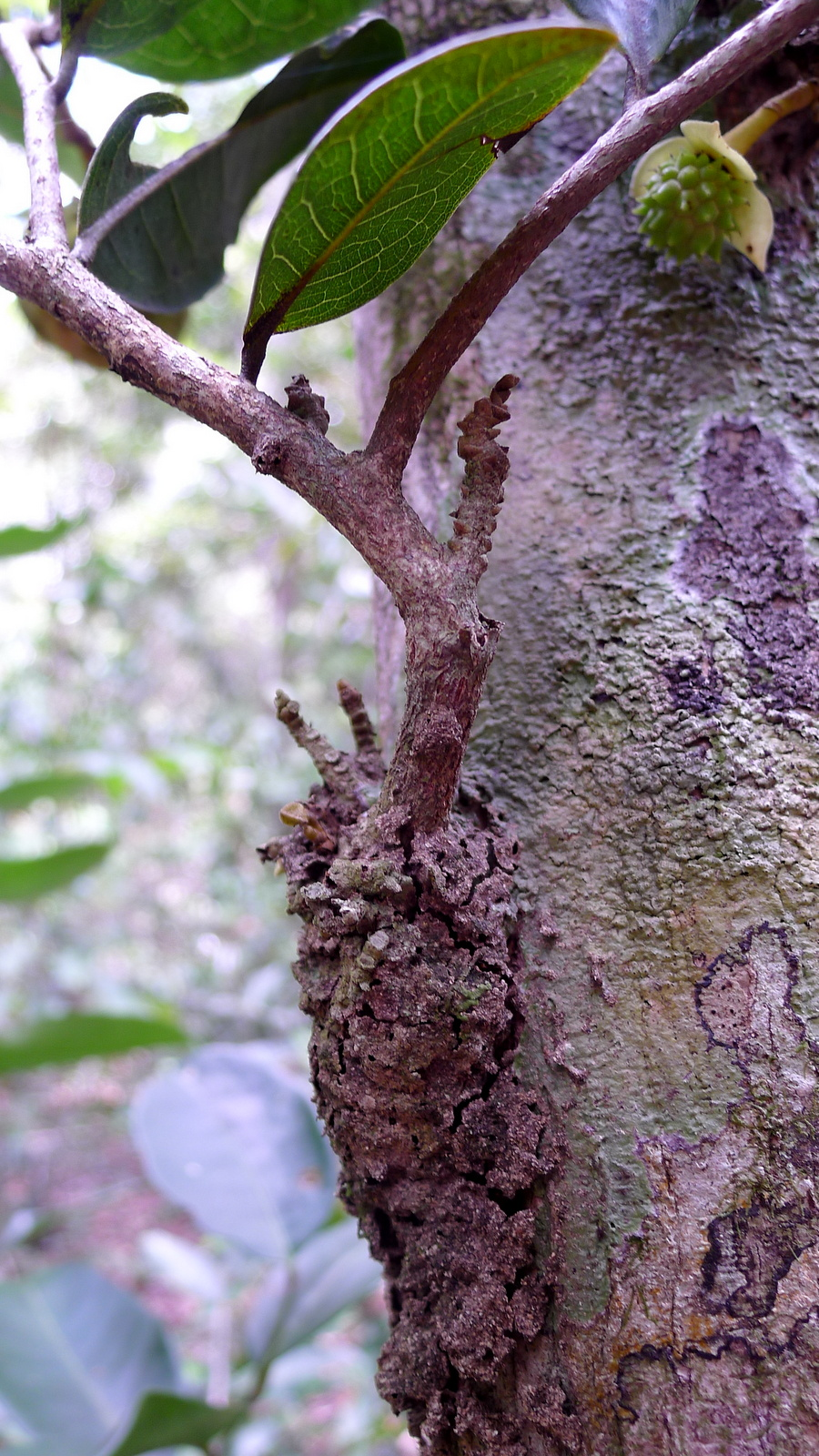
Duguetia moricandiana
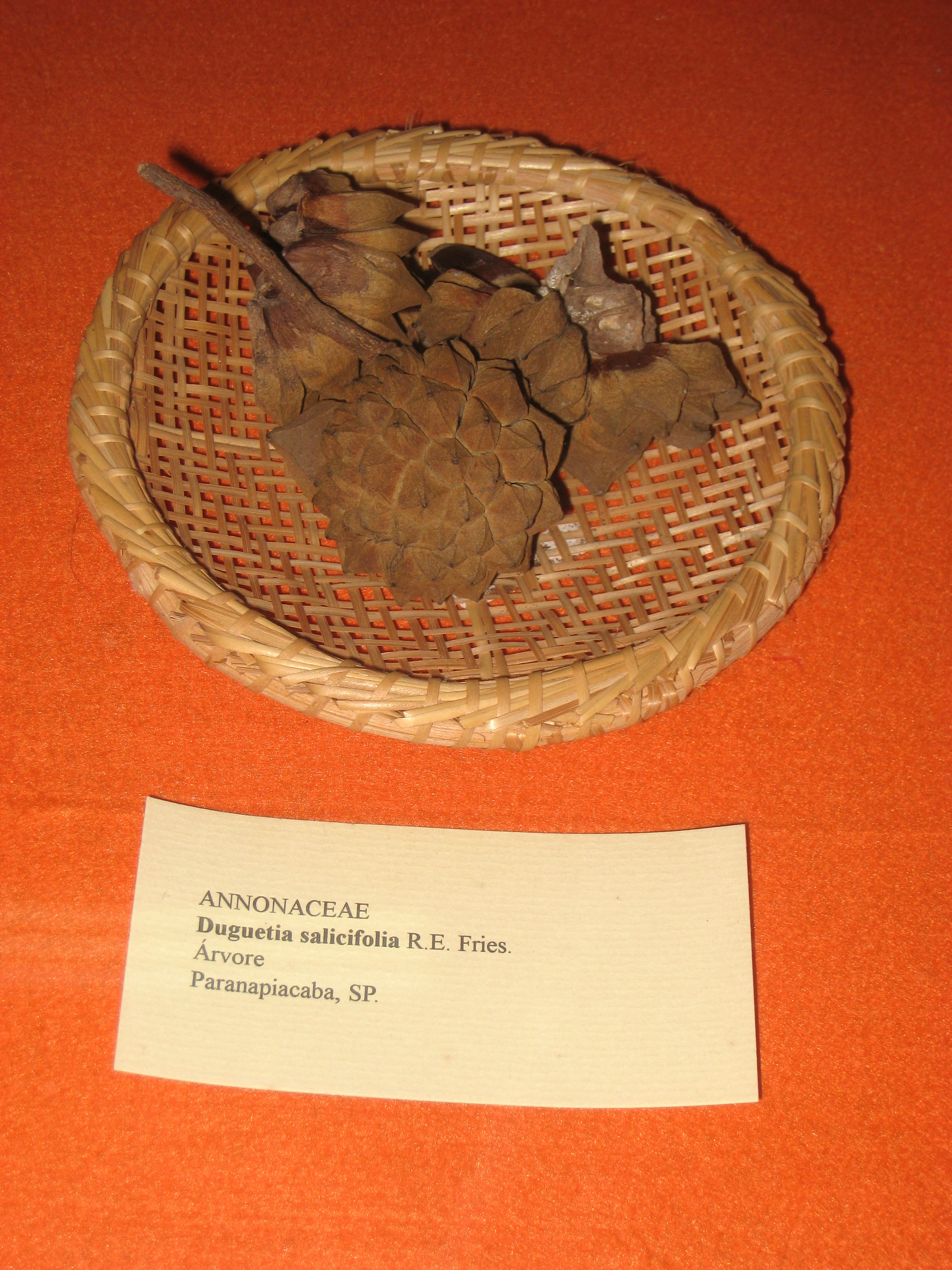
Duguetia salicifolia
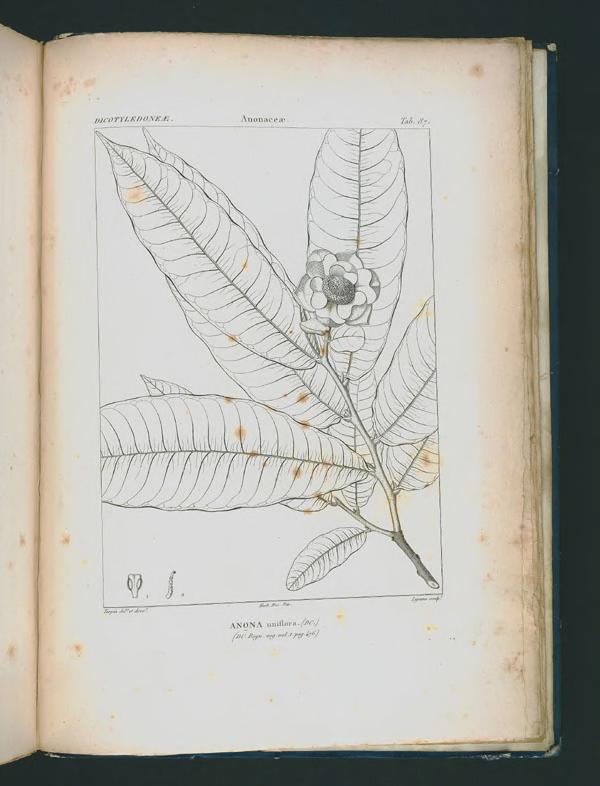
Duguetia uniflora